# 蓋德雷希特山
47°16′0.4″N 11°49′40.9″E / 47.266778°N 11.828028°E

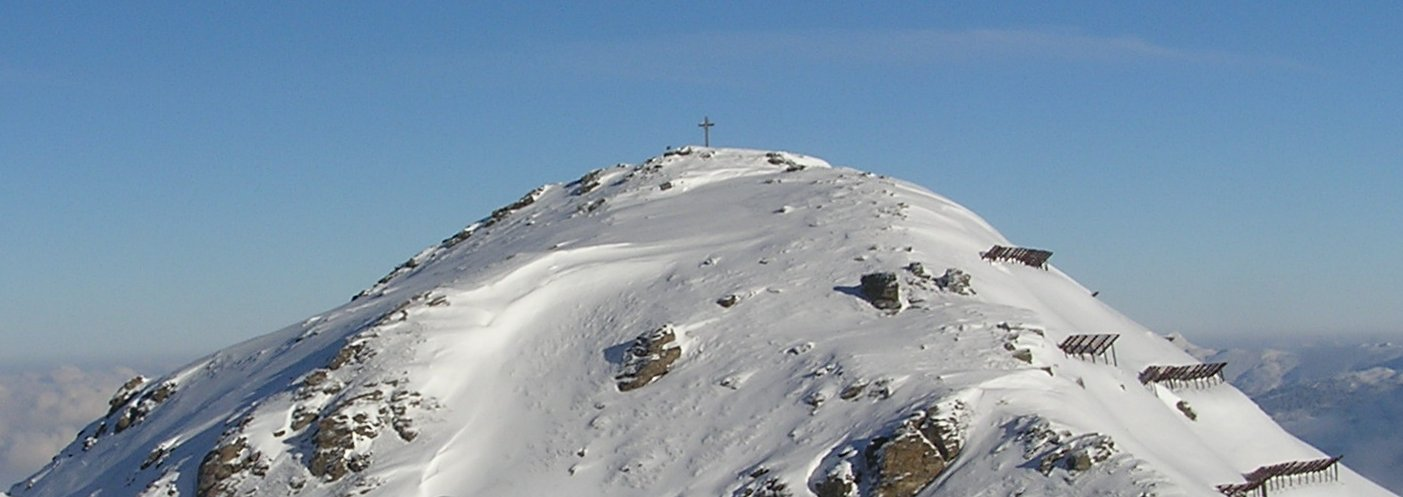

蓋德雷希特山（德語：Gedrechter），是奧地利的山峰，位於該國西部，由蒂羅爾州負責管轄，屬於圖克斯山的一部分，海拔高度2,217米，每年平均降雨量1,806毫米。